# Der letzte Weynfeldt (Roman)

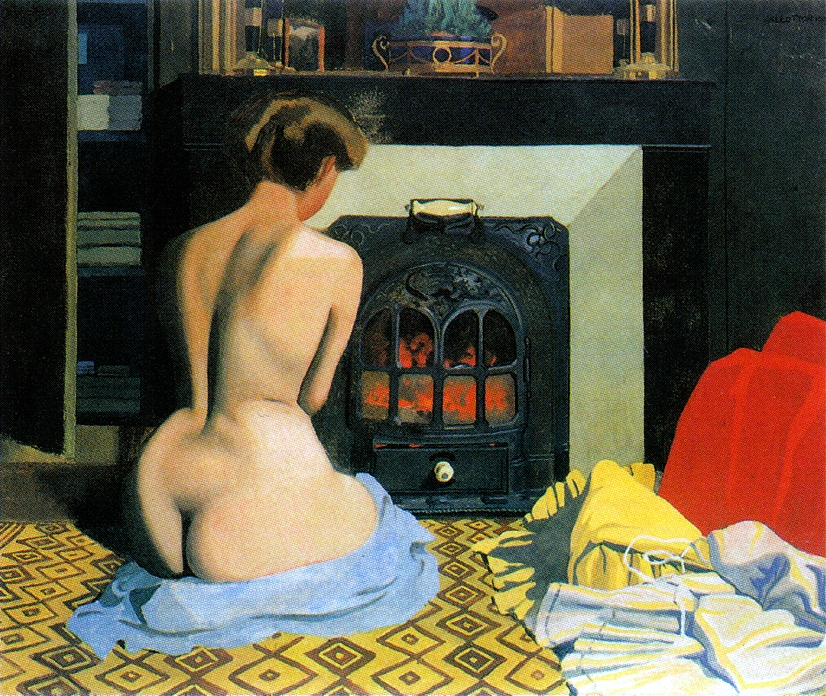
Félix Vallotton: Femme nue devant une salamandre (1900)

Der letzte Weynfeldt ist der sechste Roman des Schweizer Autors Martin Suter. Er erschien 2008 im Diogenes Verlag und spielt im grossbürgerlichen Milieu der Deutschschweiz. Der Roman ist eine Mischung aus Komödie, Thriller und Liebesgeschichte. Der Roman wurde 2010 unter der Regie von Alain Gsponer verfilmt.

## Inhalt
Adrian S. Weynfeldt, Mitte 50, alleinstehender Erbe, Kunstexperte und Designsammler in einer Schweizer Grossstadt – wie Zürich –, steht zu Beginn der Geschichte bereits weit jenseits der Midlife-Crisis, ist arriviert und in seiner lebenslangen Alltagsroutine als guter Leute Kind im Stadtzentrum eingemauert. Da begegnet ihm in einer Bar Lorena, die ihn an seine ehemalige – und verstorbene – Liebe Daphne erinnert. Völlig entgegen seinen Gepflogenheiten nimmt er sie mit in seine Wohnung.
Als er am nächsten Morgen erwacht, steht Lorena ausserhalb der Balkonbrüstung und überlegt, sich das Leben zu nehmen. Weynfeldt weiss dies zu verhindern. Als sie danach die Wohnung verlässt, gibt Weynfeldt ihr seine Karte.
Weynfeldt arbeitet beim Auktionshaus Murphy’s und bereitet gerade die Frühjahrsauktion vor, bei der Gemälde des frühen 20. Jahrhunderts versteigert werden. Da bekommt er einen Anruf seines Freundes Klaus Baier, der das Gemälde Femme nue devant une salamandre von Félix Vallotton versteigern lassen möchte. Dieses Bild wäre die Sensation der Auktion und würde sicherlich einen Preis jenseits der Million Franken einbringen. Baier übergibt das Bild Weynfeldt, der es in seiner Wohnung aufbewahrt.
Bald darauf wird Lorena in einer Boutique beim Ladendiebstahl erwischt. In ihrer Not gibt sie an, dass sie das Kleid ihrem Freund zeigen wollte und gibt der Boutiquebesitzerin Weynfeldts Karte. Dieser wird angerufen, und als er kommt, kauft er nicht nur das entwendete Prada-Kleid, sondern noch drei weitere. Diese Szene wird vom Verkäufer Theo Pedroni beobachtet. Lorena und Weynfeldt verabreden sich zu einem Restaurantbesuch.
Weynfeldt bekommt Besuch von seinem Freund Rolf Strasser, einem mittellosen Kunstmaler, der ihn um Geld für eine Reise in die Südsee bittet. Weynfeldt sagt ihm 50'000 Franken oder mehr zu. Strasser erblickt den Vallotton und erfährt von Weynfeldt, dass dieser für mindestens eine Million versteigert werden soll. Strasser weiss, dass dieser Vallotton nicht der echte ist. Es ist die Kopie, die er selbst für Klaus Baier angefertigt hatte. Er fährt daraufhin zu Klaus Baier und verlangt von ihm weitere 50'000 Franken. Baier verspricht, sie ihm nach der Auktion zu geben.
Pedroni besucht Lorena und vereinbart mit ihr, Weynfeldt gemeinsam zu betrügen. Er rät ihr, ihre Verabredung mit Weynfeldt zu ignorieren, damit er ihr weiter „aus der Hand frisst“. Weynfeldt, der sich sehr auf den Abend mit Lorena gefreut hat und stundenlang allein im Lokal sitzt, ist von ihrem Fernbleiben sehr betroffen.
Weynfeldt erfährt, dass Baier und Strasser sich kennen. Er untersucht daraufhin Femme nue devant une salamandre und findet heraus, dass das Gemälde eine Fälschung ist. Weynfeldt stellt Baier zur Rede. Dieser bringt ihm nun auch den echten Vallotton. Baier gesteht Weynfeldt seine finanzielle Notlage, denn er bräuchte für seinen Lebensabend 1,5 Mio. Franken; alles was auf der Auktion über diesen Betrag hinausgehe, würde er Weynfeldt als „Prämie“ geben, wenn er die Fäschlung verkaufte. Weynfeldt lässt sich nicht darauf ein. Bei der Verabschiedung steht Lorena vor der Tür, die wieder einmal verzweifelt ist und sich nur Geld für das Taxi von Weynfeldt borgen wollte. Baier bietet ihr an, sie mit seinem Taxi nach Hause zu fahren. Vorher fahren sie zu einer Hotelbar, wo Baier Lorena 50'000 Franken verspricht, wenn sie Weynfeldt dazu bringt, die Fälschung zu verkaufen.
Lorena besucht Weynfeldt wieder und sieht die beiden Bilder nebeneinander. Weynfeldt erzählt ihr die Geschichte und zeigt ihr im Gemälde eine Stelle am Salamander, an der man die Fälschung erkennt, ebenso die Ungenauigkeit in der Signatur. Sie neckt ihn mit seiner Korrektheit, um ihn dazu bringen, das falsche Gemälde zu versteigern.
Lorena hat Weynfeldt auch erzählt, dass sie Pedroni 120'000 Franken schuldet. Weynfeldt vereinbart einen Termin mit Pedroni und übergibt ihm anstandslos den geforderten Betrag. Pedroni und Lorena teilen sich den Betrag.
Die Auktion bringt für den Vallotton die Summe von 4,1 Mio. Franken zzgl. Aufgeld ein. Den Zuschlag erhält ein anonymer Bieter am Telefon von Weynfeldt. Nach der Auktion fährt Weynfeldt zu Baier um sich seine 2,6 Mio. Franken „Prämie“ abzuholen. Er erhält allerdings nur 1,95 Millionen Franken.
Nach der Auktion zeigt sich, dass Pedroni von der Versteigerung der vermeintlichen Fälschung wusste, denn er fordert von Weynfeldt nun 1,2 Mio. Franken. Dies kann er nur von Lorena erfahren haben. Zudem meldet der Sicherheitsdienst Weynfeldts Geschäftshauses, dass Lorena mit Pedroni zusammenarbeitet und dieser ein vorbestrafter Erpresser ist. Weynfeldt verliert nun sein Vertrauen in Lorena. Er übergibt Pedroni zwar die geforderte Summe, sorgt aber im Vorfeld dafür, dass an den Scheinen – nebst Pedronis – auch Lorenas Fingerabdrücke haften.
Gerade als er Pedroni und Lorena bei der Polizei anzeigen will, besucht ihn Lorena und gesteht ihre Betrügereien. Sie gibt zu, dass sie Weynfeldts Gutmütigkeit und Naivität ausgenutzt hat und dass sie sowohl mit Pedroni als auch mit Baier paktiert hat, um an Weynfeldts Geld zu kommen. Auch gibt sie ihm das so ergaunerte Geld zurück. Weynfeldt verzeiht ihr und zeigt nur Pedroni wegen Erpressung an. Dieser wird daraufhin in seiner Wohnung verhaftet.
Zum Schluss erfährt der Leser, dass Weynfeldt selbst den echten „Vallotton“ ersteigert hatte.

## Buchausgaben
- Hardcover: Diogenes, Zürich 2008, ISBN 978-3-257-06630-2.
- Taschenbuch: ebd. 2009, ISBN 978-3-257-23933-1.
- Hörbuch, gelesen von Gert Heidenreich: 7 Audio-CDs, ebd. 2008, ISBN 978-3-257-80200-9.